# Kyrylo Blonskyj
Kyrylo Ivanovič Blonskyj, cyrilicí Кирило Іванович Блонський (1803 Utoropy – 1. července 1852 Pistyň), byl rakouský řeckokatolický duchovní a politik ukrajinské národnosti z Haliče, během revolučního roku 1848 poslanec Říšského sněmu.

## Biografie
Působil jako řeckokatolický kněz, publicista, kulturní organizátor. Byl v kontaktu s členy tzv. Rusínské trojice.
Během revolučního roku 1848 se zapojil do politického dění. Ve volbách roku 1848 byl zvolen na rakouský ústavodárný Říšský sněm. Zastupoval volební obvod Jablonow v Haliči. Uvádí se jako řeckokatolický farář. Patřil ke sněmovní pravici. Na Říšském sněmu přednesl v říjnu 1848 řeč, ve které se v duchu austroslavismu distancoval od radikálně revolučního proudu rakouské politiky, který byl podle něj iniciován Němci, Poláky a Maďary s cílem rozdělit Rakouské císařství a potlačit další národnosti, včetně Ukrajinců (Rusínů).